# Mebius (デュオ)
Mebius（メビウス）は、岡田真実(ボーカル＆ピアノ)と岡田賀江(ボーカル＆サックス＆ピアノ)姉妹による日本の音楽ユニット。広島県安芸郡熊野町出身。アクターズスクール広島出身。2007年第1回Yahoo!ミュージック オーディション「WHO'S NEXT?」グランプリ受賞アーティスト。

## メンバー
- 岡田真実（おかだ まみ、姉） 6月21日生、A型：ボーカル・ピアノ
- 岡田賀江（おかだ のりえ、妹） 4月12日生、A型：ボーカル・ピアノ・サックス・アコースティックギター

## 来歴
広島県安芸郡熊野町出身、広島県立熊野高等学校出身の岡田真実（ボーカル＆ピアノ）、賀江（ボーカル＆サックス＆ピアノ）姉妹はそれぞれアクターズスクール広島の1期生（姉）と3期生（妹）で、Perfumeの3人（1期生）とは年齢はMebiusの方が上だがスクールでは真実は同期、賀江は後輩にあたる。
結成は2003年。それまではお互いをライバル視していたが、アクターズスクール広島のイベントのためにふたりで組んだ“岡田'S”というユニットが好評だったため、賀江のニューヨーク留学からの帰国を期にデュオ結成を決意。真実はエリザベト音楽大学在学中に、賀江は高校を二年休学して留学した為、二十歳まで高校に通いながら広島市内のバーで歌い始めた。それをきっかけにライブハウスやクラブイベント、お祭りなどにも出演するようになり、メジャーデビューのチャンスをうかがいながらライブを重ね、オリジナル曲の制作に勤しむ。
2007年、第1回Yahoo!ミュージック オーディション「WHO'S NEXT?」で約3000曲のエントリーのなかからグランプリを獲得。
2008年3月12日、シングル『夢のカケラ』でユニバーサルミュージックよりメジャーデビュー。
2008年7月9日、熊野町民体育館で尾方剛選手の激励会が開催、同郷出身のMebiusが尾方選手へのオリジナル応援歌『Power of DREAM（パワー・オ ブ・ドリーム）』を披露
2008年8月23日、広島港出島野外特設会場での音楽フェス「サウンドマリーナ」に出演し、青山テルマ、アンジェラ・アキ、SEAMO、BARBEE BOYS、いきものがかり、大橋卓弥、Perfumeらと共演。
2010年4月から「青空」がJA共済（広島）のコマーシャルソングとして起用される。
2011年8月からは、トータテハウジング「未来家」のCMソング「しあわせの場所」、福山平成大学のオープンキャンパスのCMソング「1･2･3」をMebiusが手掛け歌っている。
2010年6月14日、ビルボードライブ東京で行われたGyaO!プレゼンツ「キャンドルナイト・プレミアムライブ」に出演。
2012年3月、廿日市のさくらぴあでの「Kenban'ight」に出演。
2012年5月、2nd Single『青空』リリース。RCCテレビ「ひとくふう発見伝、元就。東広島外伝」のテーマソングとして「Lan lan lan」を起用。
2012年8月5日、広島市南区宇品のライブハウス「ブルーライブ広島」で、初のワンマンライブ「夜の星にのぼって」開催。大成功のうちに、ライブを終える。その後も精力的に活動を重ねる。
2013年1月、漁業協同組合連合会「良質美味 広島かき」のCMソングに「あっちこっちそっち」が、広島福祉専門学校のCMソングに「逢」が起用される。
2013年2月11日には、3rdシングル『逢』をリリース。地道な路上ライブを重ね、「逢」は、リリース後、1週間で2720枚を売り上げた。3月には「逢報告」と題し、ライブ出演を兼ねて「逢報告会」を行った。
2013年4月、「青空」をJA宮城のCMソングに起用。ANAクラウンプラザホテル広島のCMソング、ティアラ福山のCMソング「Tempo.60」がスタート。
2013年4月2日、MAZDA Zoom-Zoom スタジアム広島での広島東洋カープ開幕戦で国歌斉唱を務める。
2013年4月21日、妹の賀江の誕生日を記念して「Mebius Norie Birthday Live」を開催。
2013年5月3日～5日に広島平和記念公園および平和大通りで開催されたひろしまフラワーフェスティバル2013では、フラワー歌手として、FFのテーマソングである「花ぐるま」をMebiusアレンジで披露。
2013年6月22日、姉・真美の誕生日を記念して「Mebius MAMI Birthday Live」を開催。
2013年7月27日には、広島クラブクアトロでワンマンライブ「夜の星にのぼってVol.Ⅱ」を開催。大盛況のうちに終わり2ndライブは大成功する。同日1stAlbum『夜の星にのぼって』をリリース予定であったが、諸事情により発売延期。しかし、自身のホームページにて、8月19日より通信販売を開始する。
2013年10月20日、「わたし、ひとりでやります」のタイトルで、姉・真美、妹・賀江が一人ずつのステージを行うという興味深いライブを行い大成功。
2013年10月～11月、県内の高校、大学の学園祭等で、魅力的なステージを展開する。
2013年12月17日、この年最後のワンマンライブ「Mebiusアコースティックライブ2013『クリスマスパーリーナイト』」を開催。チケットをSOLD OUT。このライブの成功によりMebiusの地元広島からの支持を確実なものとする。妹・賀江が久しぶりにサックス演奏を披露した。広島トヨタのＣＭソングである「Dear My friend」を、このライブのラストナンバーとして初披露。また、このライヴの席で「来年の夏、大きなライブをやります」と発表し、来夏のワンマンライブVol.3も注目を集めている。（2013/12/18現在）

## メディア

### テレビ
- 『THEカラオケ★バトル』（テレビ東京系）
  - 2017年7月12日 - 「都道府県対抗!ご当地歌うま王決定戦3[9]」真実が出場。
  - 2017年11月22日 - 「歌の異種格闘技戦 ルーキーズカップ3[10]」賀江が出場、優勝。
- TSSライク! 火曜コーナー「Mebiusのとことん！ふるさと応援隊」（2022年4月 - ）月1回

### ラジオ
- 広島エフエム放送
  - 「MORNING ALIVE」内、壽屋珈琲のCMソングとナレーションを担当。（2013年10月～）
- FMはつかいち
  - 「Mebiusのラジオするんですけど、どうしたらいいですか?」（2012年4月3日 - 2014年9月23日）

毎週火曜17：00～18：00 → 毎週火曜20:00～21:00 → 第2・4週火曜20:00～21:00

## ディスコグラフィ

### シングル
- 夢のカケラ（2008年3月12日　UPCI-5061）

1. 夢のカケラ（BSフジ「いつもキモチにスイッチを!」第4話挿入歌）
2. オレンジ（BSフジ「いつもキモチにスイッチを!」エンディングテーマ）

- 青空（2012年5月9日　BBRM-0001）フタバ図書限定販売 初回限定100枚にミュージックビデオDISCプレゼント

1. 青空（JA共済広島CMソング）
2. しあわせの場所（トータテハウジング未来家CMソング）
3. 8月の空（TSS「Japan in Motion」エンディングテーマ）

- 逢（2013年2月11日　BBRM-0002）

1. 逢（広島福祉専門学校CMソング / JA宮城CMソング）
2. 隣にはあなた（ANAクラウンプラザホテル広島 CMソング）
3. Lan lan lan（RCCテレビ「ひとくふう発見伝 元就。東広島外伝」主題歌）

TSUTAYA全国デイリー総合1位､ウイークリー総合5位､オリコンデイリー8位(2月18日付)｡
- Dear my friend（2014年5月28日　BBRM-0004）

1. Dear my friend（広島トヨタ CMソング）
2. Coffee time（寿屋珈琲CMソング）

- WE♡HIROSHIMA（2014年7月30日　BBRM-0005）

1. Smile me（エースJTBみんなの夏たび CMソング）
2. 雨の日、晴れ（RCCテレビ「イマなま３チャンネル」エンディングソング）
3. ＃33（広島東洋カープ菊池涼介選手 登場曲）
4. それ行けカープ ～ 若き鯉たち（広島東洋カープ球団歌 Mebius ver.）

- 春夏秋冬～感動の瞬間をあなたとともに～（2015年7月7日　BBRM-0006）

1. 春夏秋冬～感動の瞬間をあなたとともに～（エースJTB「日本の旬 東北・感動の瞬間100選」CMソング）
2. 雨

- Baton（2015年12月15日　BBRM-0007）RCCテレビ「つなぐ大地の絆〜Batton(バトン)〜」テーマソング

1. Baton
2. ふるさと（カバー）

- えがお（2016年5月22日　BBRM-0008）

1. えがお
2. 誓い（RCCテレビ「カープ日本一TV」番組テーマソング / RCCテレビ「NEWS 6」スポーツコーナー）

- ここにいるから（2017年10月29日　BBRM-0009）

1. ここにいるから（JA共済広島CMソング）
2. いってかえり

- この街が好きじゃけん（2021年6月26日）

1. この街が好きじゃけん
2. Coffee time
3. あなたへ

### アルバム
- 夜の星にのぼって(2013年7月27日　BBRM-0003）1stアルバム

1. 夜の星にのぼって
2. 青空（JA共済広島 / JA宮城 CMソング）
3. 隣にはあなた（ANAクラウンプラザホテル広島 CMソング）
4. 逢（広島福祉専門学校 CMソング）
5. うそつき
6. Happy Birthday
7. Say HELLO!!
8. これでよかったの?
9. 8月の空（TSS「Japan in Motion」エンディングテーマ）
10. Lan lan lan（RCCテレビ「ひとくふう発見伝、元就。東広島外伝」テーマソング）
11. Tempo.60（ブライダルアヴェニューティアラ福山 CMソング）

- ことのね（2019年11月10日）

1. ことのね
2. ここにいるから（JA共済CMソング）
3. ブルーの空と私
4. Smile me
5. きみが好きだった
6. 春風
7. #33（広島東洋カープ菊池涼介選手 登場曲）
8. 誓い
9. Love letter
10. カメレオンナ
11. 約束
12. melody
13. ことのね -piano ver.-

## 着うた
- RCC携帯サイト「広島音楽村」にて楽曲配信（2015年7月31日をもって有料サービスの提供を終了[11]）。
  - 青空
  - しあわせの場所
  - きみのもとへ

## タイアップ
| 曲名                                       | タイアップ                                                                      | 収録CD                                             |
| ------------------------------------------ | ------------------------------------------------------------------------------- | -------------------------------------------------- |
| 夢のカケラ                                 | BSフジ「いつもキモチにスイッチを!」第4話挿入歌                                  | シングル『夢のカケラ』                             |
| オレンジ                                   | BSフジ「いつもキモチにスイッチを!」エンディングテーマ                           | シングル『夢のカケラ』                             |
| Power of DREAM （パワー・オ ブ・ドリーム） | 尾方剛選手へのオリジナル応援歌                                                  | -                                                  |
| しあわせの場所                             | トータテハウジング「未来家」CMソング                                            | シングル『青空』                                   |
| 青空                                       | JA共済広島 CMソング JA宮城 CMソング                                             | シングル『青空』 アルバム『夜の星にのぼって』      |
| 8月の空                                    | TSS「Japan in Motion」エンディングテーマ                                        | シングル『青空』 アルバム『夜の星にのぼって』      |
| 1･2･3                                      | 福山平成大学オープンキャンパス CMソング                                         | -                                                  |
| Lan lan lan                                | RCCテレビ「ひとくふう発見伝、元就。東広島外伝」テーマソング                     | シングル『逢』 アルバム『夜の星にのぼって』        |
| あっちこっちそっち                         | 広島県漁業協同組合連合会「良質美味 広島かき」CM                                 | -                                                  |
| 逢                                         | 広島福祉専門学校 CMソング                                                       | シングル『逢』 アルバム『夜の星にのぼって』        |
| 隣にはあなた                               | ANAクラウンプラザホテル広島 CMソング                                            | シングル『逢』 アルバム『夜の星にのぼって』        |
| Tempo.60                                   | ブライダルアヴェニューティアラ福山 CMソング                                     | アルバム『夜の星にのぼって』                       |
| Dear my friend                             | 広島トヨタ CMソング                                                             | シングル『Dear my friend』                         |
| Coffee time                                | 寿屋珈琲 CMソング                                                               | シングル『Dear my friend』                         |
| 雨の日、晴れ                               | RCCテレビ「イマなま3チャンネル」エンディングソング                              | シングル『WE♡HIROSHIMA』                           |
| Smile me                                   | エースJTBみんなの夏たび CMソング                                                | シングル『WE♡HIROSHIMA』                           |
| ＃33                                       | 広島東洋カープ 菊池涼介選手 登場曲                                              | シングル『WE♡HIROSHIMA』                           |
| ブルーの空と私                             | RCCテレビ「ひとくふう発見伝、元就。東広島外伝」テーマソング                     | -                                                  |
| 春夏秋冬～感動の瞬間をあなたとともに～     | エースJTB「日本の旬 東北・感動の瞬間100選」CMソング                             | シングル『春夏秋冬～感動の瞬間をあなたとともに～』 |
| Baton                                      | RCCテレビ「つなぐ大地の絆〜Batton(バトン)〜」テーマソング                       | シングル『Baton』                                  |
| 誓い                                       | RCCテレビ「カープ日本一TV」番組テーマソング RCCテレビ「NEWS 6」スポーツコーナー | シングル『えがお』                                 |
| ここにいるから                             | JA共済広島 CMソング                                                             | シングル『ここにいるから』                         |
| 贈りもの                                   | RCCテレビ「つなぐ大地の絆〜Batton(バトン)Season2〜」テーマソング                |                                                    |
| この街が好きじゃけん                       | 「エールエールA館専門店街」テーマソング                                         | シングル『この街が好きじゃけん』                   |